# Малинин, Евгений Васильевич
Евгений Васильевич Мали́нин (1930—2001) — советский, затем российский пианист, педагог. Народный артист СССР (1989).

## Биография
Евгений Малинин родился 8 ноября 1930 года в Москве.
Занятия музыкой начал с 4 лет. Окончил Центральную музыкальную школу при Московской консерватории им. П. И. Чайковского (класс Т. А. Бобович), затем, в 1954 году, и саму консерваторию по классу фортепиано у Г. Г. Нейгауза, на протяжении трёх лет был его аспирантом и ассистентом.
В 1949 году стал лауреатом II-го Всемирного фестиваля молодёжи и студентов в Будапеште, IV-го Международного конкурса пианистов им. Ф. Шопена в Варшаве, в 1953 году разделил с Ф. Антремоном вторую премию Международного конкурса им. М. Лонг и Ж. Тибо в Париже (первая не была присуждена).
С 1958 года — солист Московской филармонии.
Вёл широкую концертную деятельность. В репертуаре преобладали романтические и постромантические произведения — в том числе сочинения Ф. Шопена, Ф. Листа, С. В. Рахманинова, А. Н. Скрябина. Отдавал должное и более современной музыке, преимущественно отечественной (Д. Д. Шостакович, Р. К. Щедрин, Р. С. Леденёв, Г. Г. Галынин). Среди наиболее значительных интерпретаций — «Картинки с выставки» М. П. Мусоргского, Второй концерт для фортепиано с оркестром С. В. Рахманинова.
Гастролировал за рубежом более чем в 26 странах мира.
Выступал с такими дирижёрами, как П. Ардженто, И. Безродный, А. Гayк, А. Клюитанс, К. Кондрашин, Ш. Мюнш, М. Росси, С. Самосуд, Е. Светланов.
Осуществил многочисленные фондовые записи на Всесоюзном радио, грамзаписи (сольные, с различными оркестрами, и в составе трио — совместно с Н. Шаховской и Э. Грачом) на фирме «Мелодия», а также фирмах Великобритании, Японии, Франции, Англии.
С 1957 года преподавал в Московской консерватории им. П. И. Чайковского, с 1963 года вёл класс специального фортепиано, в 1972—1978 годах возглавлял фортепианный факультет консерватории в качестве декана, с 1985 года заведывал одной их кафедр специального фортепиано. С 1974 года — профессор. Среди учеников: А. Рябов, Е. Рывкин, И. Погорелич, Т. Веркина, Б. Дуглас, К. Корниенко, К. Сиродо, А. Сучков, Т. Федькина и др.
Проводил открытые уроки и мастер-классы в Московской консерватории, музыкальных училищах страны и за рубежом, преподавал на международных
курсах Высшего исполнительского мастерства в США, Югославии, Японии, во Франции (был награжден орденом «Золотой крест» Франции). С 1991 года принимал участие в работе Летней школы Московской консерватории.
Входил в составы жюри более чем двадцати международных конкурсов: в Париже (1969), Мюнхене (1970, 1972), Форт-Уорте (США, 1973), Варшаве (1975), Сантандер (1977), неоднократно работал в жюри Международного конкурса им. П. И. Чайковского в Москве.
С 1997 года был Почётным Президентом Объединения педагогов фортепиано «ЭПТА» (EPTA-Russia), организации, представляющей российскую фортепианную школу в
международной ассоциации European Piano Teachers Association.
С середины 1990-х годов и до конца жизни работал и жил в Германии.
Умер 6 апреля 2001 года в Касселе. Похоронен в Шауенбург-Хоф (Германия).

### Семья
- Родители — отец Василий Степанович, мать Мария Евгеньевна.
- Дочь (от первого брака) — Татьяна Евгеньевна Малинина.
- Вторая жена — Татьяна Гавриловна Федькина (род. 1956), пианистка[5][6]

## Награды и звания
- Лауреат II Всемирного фестиваля молодёжи и студентов в Будапеште (1949, 1-я премия)
- Лауреат IV Международного конкурса пианистов им. Ф. Шопена в Варшаве (1949, 7-я премия)
- Лауреат Международного конкурса пианистов и скрипачей им. М. Лонг и Ж. Тибо в Париже (1953, разделил с Ф. Антремоном вторую премию, первая не была присуждена)
- Заслуженный артист РСФСР (16.08.1965)[7]
- Народный артист РСФСР (19.09.1979)[8].
- Народный артист СССР (31.03.1989)
- Почётный член Римской академии мировой культуры (1961).

## Память
В 2001 году в Швельме (Германия) проводился конкурс молодых пианистов «Romantischer Stern» им. Е. Малинина.